# モモブトホソバエ科
モモブトホソバエ科（Megamerinidae）は、双翅目（ハエ目）の科の一つ。和名はフトモモホソバエ科ともされる。世界に3属約11種が知られ、日本にはクロフトモモホソバエ Texara compressa が生息する。

## 形態
中型の双翅目で、細長い体型をしている。全体的な形態はハチのような姿をしている。また通常腿節が太くなり、これが和名の由来ともなっている。

## 分類
モモブトホソバエ科は、シュモクバエ科などとともにシュモクバエ上科を構成する科として扱われる。かつては Syringogaster 属と Gobrya 属も本科に含まれていたが、これは独立した科（Syringogasteridae、Gobryidae）とされている。形態的には Tanypezidae 科に類似するが、翅脈のC脈に切れ目がない（Tanypezidae科ではSc脈のところで途切れる）ことなどで区別される。

## 利用
特に利用されない。